# Enrique Molinero Rey
Enrique Molinero Rey (Madrid, 22 de gener de 1924 - 30 de setembre 2005) va ser un enginyer de so espanyol.

## Ressenya biogràfica
Considerat com un dels tècnics de so més valorats de la cinematografia espanyola del segle XX sonoritzà més de 150 pel·lícules al llarg de les seves més de 40 anys com a professional en la indústria del cinema. Guanyador, entre d'altres, de quatre premis Goya i del Premi Nacional de Cinematografia.

## Distincions

### Premis Goya
| Categoria | Any  | Pel·lícula             | Resultat  |
| --------- | ---- | ---------------------- | --------- |
| Millor so | 1986 | Werther                | Ganador   |
| Millor so | 1987 | Divinas palabras       | Ganador   |
| Millor so | 1988 | Berlín Blues           | Guanyador |
| Millor so | 1988 | El bosque animado      | Nominació |
| Millor so | 1988 | El pecador impecable   | Nominació |
| Millor so | 1989 | Bajarse al moro        | Nominació |
| Millor so | 1990 | Amanece que no es poco | Nominació |
| Millor so | 1993 | Orquesta Club Virginia | Ganador   |

### Altres
- Premio Nacional de Cinematografía 1986[3]

## Filmografia[4]
- Historias del Kronen (1995)
- El laberinto griego (1993)
- El beso del sueño (1992)
- Orquesta Club Virginia (1992)
- Fuera de juego (1991)
- La viuda del capitán Estrada (1991)
- Ovejas negras (1990)
- La cruz de Iberia (1990)
- Puerto Verde (1990)
- A solas contigo (1990)
- El baile del pato (1989)
- El vuelo de la paloma (1989)
- Los 4 músicos de Bremen (1989)
- Bajarse al moro (1989)
- Amanece, que no es poco (1989)
- Esquilache (1989)
- Brumal (1988)
- Miss Caribe (1988)
- No hagas planes con Marga (1988)
- Berlín Blues (1988)
- Slugs, muerte viscosa (1988)
- Jarrapellejos (1988)
- Los negros también comen (1988)
- Divinas palabras (1987)
- El pecador impecable (1987)
- Sufre mamón (1987)
- La playa de los perros (1987)
- Redondela (1987)
- El disputado voto del señor Cayo (1986)
- El viaje a ninguna parte (1986)
- Werther (1986)
- Hay que deshacer la casa (1986)
- Manuel y Clemente (1986)
- Matador (1986)
- Lulú de noche (1986)
- Sé infiel y no mires con quién (1985)
- Los paraísos perdidos (1985)
- A la pálida luz de la luna (1985)
- Extramuros (1985)
- Otra vuelta de tuerca (1985)
- De tripas corazón (1985)
- El pico 2 (1984)
- ¿Qué he hecho yo para merecer esto!! (1984)
- Sesión continua (1984)
- La línea del cielo (1984)
- Los viajes de Gulliver (1983)
- Vestida de azul (1983)
- El pico (1983)
- Total (1983)
- Buenas noches, señor monstruo (1982)
- La colmena (1982)
- Laberinto de pasiones (1982)
- Los autonómicos (1982)
- La vendedora de ropa interior (1982)
- Colegas (1982)
- Corridas de alegría (1982)
- Rocky Carambola (1981)
- Dos y dos, cinco (1981)
- Función de noche (1981)
- La veritat sobre el cas Savolta (1980)
- Supersonic Man (1980)
- Sus años dorados (1980)
- Miedo a salir de noche (1980)
- Me olvidé de vivir (1980)
- El carnaval de las bestias (1980)
- La familia, bien, gracias (1979)
- Las truchas (1978)
- ¡Arriba Hazaña! (1978)
- El desván de la fantasía (1978)
- Acto de posesión (1977)
- El anacoreta (1977)
- Asignatura pendiente (1977)
- Pecado mortal (1977)
- In memoriam (1977)
- Del amor y de la muerte (1977)
- Hasta que el matrimonio nos separe (1977)
- La mujer es un buen negocio (1977)
- Reina Zanahoria (1977)
- Vota a Gundisalvo (1977)
- Un día con Sergio (1977)
- Último deseo (1976)
- Retrato de familia (1976)
- Mayordomo para todo (1976)
- La mujer es cosa de hombres (1976)
- Nosotros, los decentes (1976)
- Inquisición (1976)
- Imposible para una solterona (1976)
- Libertad provisional (1976)
- Ellas los prefieren... locas (1976)
- Los pecados de una chica casi decente (1975)
- El love feroz o Cuando los hijos juegan al amor (1975)
- Los pasajeros (1975)
- Los nuevos españoles (1974)
- Dormir y ligar: todo es empezar (1974)
- El amor del capitán Brando (1974)
- Un par de zapatos del '32 (1974)
- Mágica aventura (1973)
- Ceremonia sangrienta (1973)
- Pánico en el Transiberiano (1972)
- Dos chicas de revista (1972)
- Morbo (1972)
- ¡No firmes más letras, cielo! (1972)
- En un mundo nuevo (1972)
- Los novios de mi mujer (1972)
- Venta por pisos (1972)
- Simón, contamos contigo (1971)
- El hombre de Río Malo (1971)
- Asesinatos en la Calle Morgue (1971)
- Capitán Apache (1971)
- El apartamento de la tentación (1971)
- La luz del fin del mundo (1971)
- Vente a Alemania, Pepe (1971)
- Pierna creciente, falda menguante (1970)
- En un lugar de La Manga (1970)
- El taxi de los conflictos (1969)
- La residencia (1969)
- Dame un poco de amooor...! (1968)
- Una chica para dos (1968)
- Al ponerse el sol (1967)
- Los chicos con las chicas (1967)
- La caza (1966)
- Las últimas horas... (1966)
- Los ojos perdidos (1966)
- Cabriola (1965)
- Joaquín Murrieta (1965)
- Aquella joven de blanco (1965)
- La corrida (1965)
- La visita que no tocó el timbre (1965)
- Ocaso de un pistolero (1965)
- Julieta engaña a Romeo (1965)
- El mundo sigue (1965)
- Más bonita que ninguna (1965)
- Aventura en el oeste (1965)
- La hora incógnita (1964)
- Búsqueme a esa chica (1964)
- Antes llega la muerte (1964)
- Escala en Tenerife (1964)
- El pecador y la bruja (1964)
- La chica del gato (1964)
- Los palomos (1964)
- El sabor de la venganza (1964)
- Llanto por un bandido (1964)
- Alegre juventud (1963)
- Plaza de oriente (1963)
- La hora incógnita (1963)
- Cupido contrabandista (1962)
- Kilómetro 12 (1961)
- Salto mortal (1961)
- Fray Escoba (1961)
- Trío de damas (1960)
- Café de chinitas (1960)
- Los económicamente débiles (1960)
- Pelusa (1957)

## Sèries de Televisió[4]
- Historias del otro lado (1988 - 1996)
- Crónicas del mal (1993)
- Hasta luego cocodrilo (1992)
- Las chicas de hoy en día (1991- 1992)
- La huella del crimen 2 (1991)
- Los trotamúsicos (1989)
- Página de sucesos (1985 - 1986)
- La huella del crimen (1985)
- Paisaje con figuras (1985)